# Telesio (opera)
Telesio è il titolo di un'opera di Franco Battiato messa in scena con tecnica olografica nel 2011. 

## Descrizione

### Composizione
L'opera descrive la figura di Bernardino Telesio, uno dei massimi filosofi naturalisti italiani del XVI secolo, realizzata su commissione del Comune di Cosenza in occasione del cinquecentenario della nascita del personaggio. L'opera rappresenta il riadattamento di “Ostensio Spei“, composta da Franco Battiato e Giusto Pio alcuni anni prima, su libretto di Manlio Sgalambro. 

### Struttura
L'opera è composta da due atti più un epilogo. I cambi di scena sono numerosi, anche in funzione dello stile frammentario e poco lineare. La coreografa Sen Hea Ha compare in scena insieme ai danzatori Dipoyono Achmad e Pandu Perdana.

### Realizzazione tecnica
Si tratta della prima opera al mondo a essere presentata al pubblico mediante ologrammi. Sul palco, infatti, non sono fisicamente presenti gli attori; lo spettacolo visualizzato in forma tridimensionale è stato precedentemente registrato con tecnica olografica, permettendo un'esecuzione continuativa dei due atti e dell'epilogo, senza alcuna interruzione per i vari cambi di scena. Al variare delle ambientazioni e degli attori in scena, l'immagine olografica come il Coro del Teatro "Rendano", diretto da Pasquale Menchise, per l'occasione ribattezzato Coro lirico "Bernardino Telesio", si vedrà sulla scena solo come ologramma, sfuma lasciando spazio a quella successiva. Uniche presenze fisiche, a parte i brevi interventi in scena di Franco Battiato, sono i musicisti dell'orchestra (per la rappresentazione al Rendano -per ora l'unica- si esibisce l'Orchestra Philharmonia Mediterranea, diretta da Carlo Boccadoro).

### Rappresentazione
L'opera è stata rappresentata al Teatro Rendano di Cosenza il 6, 7 e 8 maggio 2011.

### Pubblicazione
Telesio è stata pubblicata nell'album omonimo a fine 2011 in formato CD e in una edizione limitata comprendente, oltre al CD, un DVD con le riprese della rappresentazione teatrale.

## Interpreti
- Telesio: Giulio Brogi
- Voce femminile: Divna Ljubojevic
- Sopranista: Paolo Lopez
- Voce: Juri Camisasca
- Voce: Franco Battiato
- Il prelato: Antonello Antonante
- La dama: Claudia Amendola
- Coro: Coro Lirico "Bernardino Telesio".

## Formazione
- Franco Battiato - voce
- Carlo Guaitoli - pianoforte
- Angelo Privitera - tastiera
- Pino Pischetola - programmazione